# Willi Schulz
Willi Schulz (ur. 4 października 1938 w Bochum), niemiecki piłkarz, obrońca. Srebrny medalista MŚ 1966 i brązowy MŚ 1970.
Zaczynał w amatorskim Union Günnigfeld. W 1960 odszedł do FC Schalke 04, w 1965 został zawodnikiem Hamburger SV. W HSV grał do 1973 i w Bundeslidze rozegrał 211 spotkań.
W reprezentacji RFN debiutował – jeszcze jako amator – 20 grudnia 1959 w meczu z Jugosławią. Do 1970 rozegrał w kadrze 66 spotkań. Podczas trzech turniejów finałowych mistrzostw świata (1962, 1966, 1970) wystąpił w 13 spotkaniach.